# Sphaerodothis pirifera
Sphaerodothis pirifera är en svampart som först beskrevs av Speg., och fick sitt nu gällande namn av Theiss. & Syd. 1915. Sphaerodothis pirifera ingår i släktet Sphaerodothis och familjen Phyllachoraceae.   Inga underarter finns listade i Catalogue of Life.